# سرجو برگونتسلی
سرجو برگونتسلی (ایتالیایی: Sergio Bergonzelli؛ ‏ ۲۵ اوت ۱۹۲۴ – ۲۴ سپتامبر ۲۰۰۲) کارگردان فیلم، فیلم‌نامه‌نویس، تدوین‌گر و تهیه‌کننده فیلم اهل ایتالیا بود.
از فیلم‌ها یا مجموعه‌های تلویزیونی که وی در آن‌ها نقش داشته‌است، می‌توان به خواهرزن کوچک، قاچاق الماس، کریستینا، راهبه اهریمنی، مکاشفهٔ جنسی، آخرین اسلحه و مسالینا اشاره نمود.